# Saint-Pierre-de-Chignac
Saint-Pierre-de-Chignac là một xã, nằm ở tỉnh Dordogne vùng Aquitaine của Pháp. Xã này có diện tích km², dân số năm 2004 là người. Xã nằm ở khu vực có độ cao trung bình m trên mực nước biển. Dân địa phương trong tiếng Pháp gọi là Chignacois.

## Thông tin nhân khẩu
| Năm    | 1962 | 1968 | 1975 | 1982 | 1990 | 1999 | 2007 |
| ------ | ---- | ---- | ---- | ---- | ---- | ---- | ---- |
| Dân số | 664  | 675  | 654  | 718  | 771  | 777  | 776  |